# Margin for Error
Margin for Error is een Amerikaanse dramafilm uit 1943 onder regie van Otto Preminger. Het scenario is gebaseerd op het gelijknamige toneelstuk uit 1939 van de Amerikaanse auteur Clare Boothe Luce.

## Verhaal
Moe Finkelstein is een Joodse agent in New York. De burgemeester schakelt hem tijdens de Tweede Wereldoorlog in als lijfwacht van de Duitse consul Karl Baumer. Finkelstein noch Baumer is opgezet met de gang van zaken.

## Rolverdeling
| Acteur         | Personage               |
| -------------- | ----------------------- |
| Joan Bennett   | Sophia Baumer           |
| Milton Berle   | Moe Finkelstein         |
| Otto Preminger | Karl Baumer             |
| Carl Esmond    | Baron Max von Alvenstor |
| Howard Freeman | Otto Horst              |
| Poldi Dur      | Frieda                  |
| Clyde Fillmore | Dokter Jennings         |